# Phymanthus coeruleus
Phymanthus coeruleus is een zeeanemonensoort uit de familie Phymanthidae.
Phymanthus coeruleus is voor het eerst wetenschappelijk beschreven door Quoy & Gaimard in 1833.